# Steintobelbach (Töss)
Der Steintobelbach ist ein 2,3 Kilometer langer rechter Zufluss der Töss in den Stadtkreisen Mattenbach und Seen im Südosten Winterthurs im Kanton Zürich. Er entspringt am Eschenberg, durchquert das Steintobel und mündet bei Sennhof in die Töss.

## Geographie

### Verlauf
Das Quellgebiet des Baches liegt auf etwa 562 m ü. M. an der Wegkreuzung Islerstrasse–Galoppweg in der Waldflur Isler am Eschenberg wenig nordwestlich des gleichnamigen Weilers und der Sternwarte Eschenberg. Hier, wenig nordwestlich eines Trinkwasserreservoirs, vereinigen sich mehrere kurze Gräben zum Steintobelbach. Nach kurzem Lauf nach Westen unterquert er die Islerstrasse und fliesst jetzt vorwiegend nach Süden.
Nachdem ihn fünf Waldwege gekreuzt haben, nimmt er bei Roossen das Rietbächli von rechts auf, ehe er einen scharfen Bogen nach Osten vollzieht und ein kleines Tobel durchfliesst. In diesem Abschnitt münden der Bach vom Burgstall von rechts und wenig später der Eschenbergbach von links, der am Rand der Rodungsinsel um die Sternwarte entspringt. Er erreicht nun das Steintobel, wobei er nach kurzem Verlauf nach Süden einen Bogen in Richtung Osten vollzieht. Dabei nimmt er neben dem Juchertenbach zwei namenlose Bäche von links auf.
Der Steintobelbach ändert erneut seinen Kurs und fliesst ab hier vornehmlich nach Südosten. Hier fallen ihm von links und rechts jeweils zwei unbenannte Bäche sowie weitere Rinnsale zu, ehe er ins obere Leisental eintritt und schliesslich bei Sennhof auf 474 m ü. M. in eine nach Norden ausholende Schlinge des Mittellaufs der Töss mündet.

### Einzugsgebiet
Das 1,21 Quadratkilometer grosse Einzugsgebiet liegt vollständig im Gebiet der Stadt Winterthur und umfasst nur naturnahe Flächen und Wald. Der höchste Punkt wird mit 587 m ü. M. wenig südöstlich des Eschenbergturms erreicht, die durchschnittliche Höhe beträgt 538 m ü. M.
Im Norden liegt das Einzugsgebiet des Mattenbachs, welcher in den Fluss Eulach mündet. An der Nordostseite grenzt das Einzugsgebiet des Häsentalbachs an, im Süden das des nur kurzen Falkentobelbachs, und im Westen entwässert der Hintere Chrebsbach mehr Fläche am Eschenberg als der Steintobelbach selbst; wie dieser selbst münden Eulach und die drei folgenden von rechts in die Töss.

### Zuflüsse
Die direkten und indirekten Zuflüsse bachabwärts
- Rietbächli (rechts), 0,9 km
- Burgstallbach (rechts), 0,9 km
- Eschenbergbach (links), 0,6 km
- Juchertenbach (rechts), 0,2 km
- unbenannter Zufluss bei Hinterwald 1 (rechts), 0,1 km
- unbenannter Zufluss bei Hinterwald 2 (rechts), 0,1 km
- unbenannter Zufluss bei Cholgrueb 1 (links), 0,1 km
- unbenannter Zufluss bei Cholgrueb 2 (links), 0,2 km
- unbenannter Zufluss bei Hinterwald 3 (rechts), 0,3 km
- unbenannter Zufluss bei Hinterwald 4 (rechts), 0,2 km